# اژدهای چینی

پرچم چین تا سال ۱۹۱۲

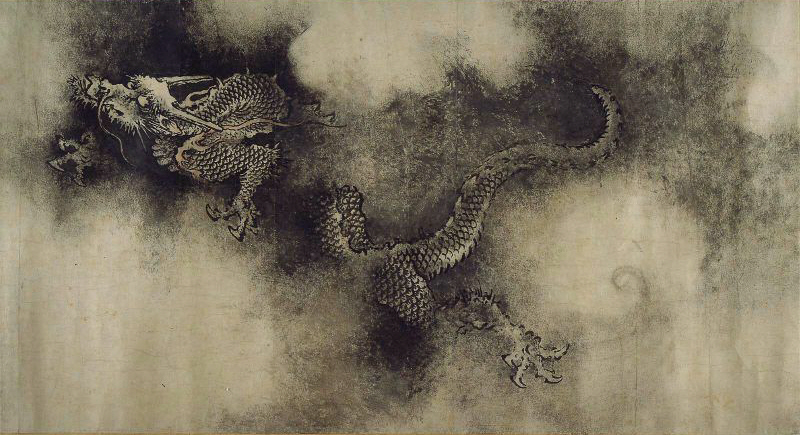
نه اژدها، بخشی از یک اثر هنری مربوط به سال ۱۲۴۴ میلادی، اثری از چن رونگ، سلسلهٔ چینی سونگ، موزهٔ هنرهای زیبای بوستون

اژدهای چینی جانوری افسانه‌ای در اسطوره‌شناسی چینی و فولکلور چینی است. اژدهاهای چینی چهره‌های گوناگونی جانورمانندی دارند که از آن میان می‌توان به لاکپشت (بی‌شی)، ماهی (چی‌ون) و آفرینده‌های تخیلی اشاره کرد؛ با این همه بیشترین چهره‌ای که برای نمایش دادن آن‌ها به کار رفته، یک جاندار مارمانند است که چهار پا دارد. در ترم‌شناسی یین و یانگ اژدها یک یانگ است و فنگ‌هاونگ (ققنوس چینی) یک یین.

## باور نمادین
به باور سنتی، اژدهاهای چینی نیروهای خوش‌شگون و پرتوان را نمادینه می‌کنند که از آن میان می‌توان کنترل بر آب، بارش باران، توفان و سیل را نام برد. اژدها هم چنین نمادی از نیرو، توان و بخت نیک برای مردمی است که سزامند آن هستند. با این نگاه بود که امپراتور چین اژدها را به عنوان نمادی از نیرومندی و پایداری خود به کار می‌گرفت.
در زبان چینی روزمره مردمان والا و برجسته با اژدها هم‌سنجیده می‌شوند؛ در حالی که مردمان ناشایست که دستاوردی نداشته‌اند با جانداران کوچک‌شمرده‌ای مانند کرم هم‌سنجیده می‌شوند. شماری از ضرب‌المثلها و زبانزدهای چینی از اژدها یاد می‌کنند.

## نگارخانه

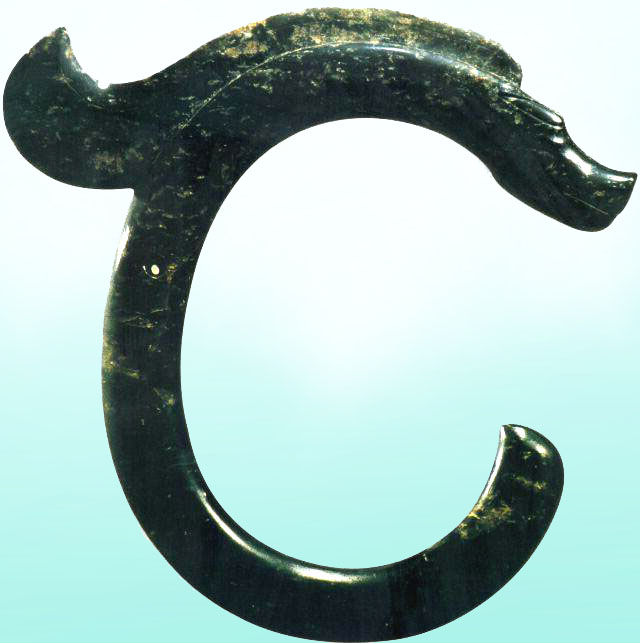
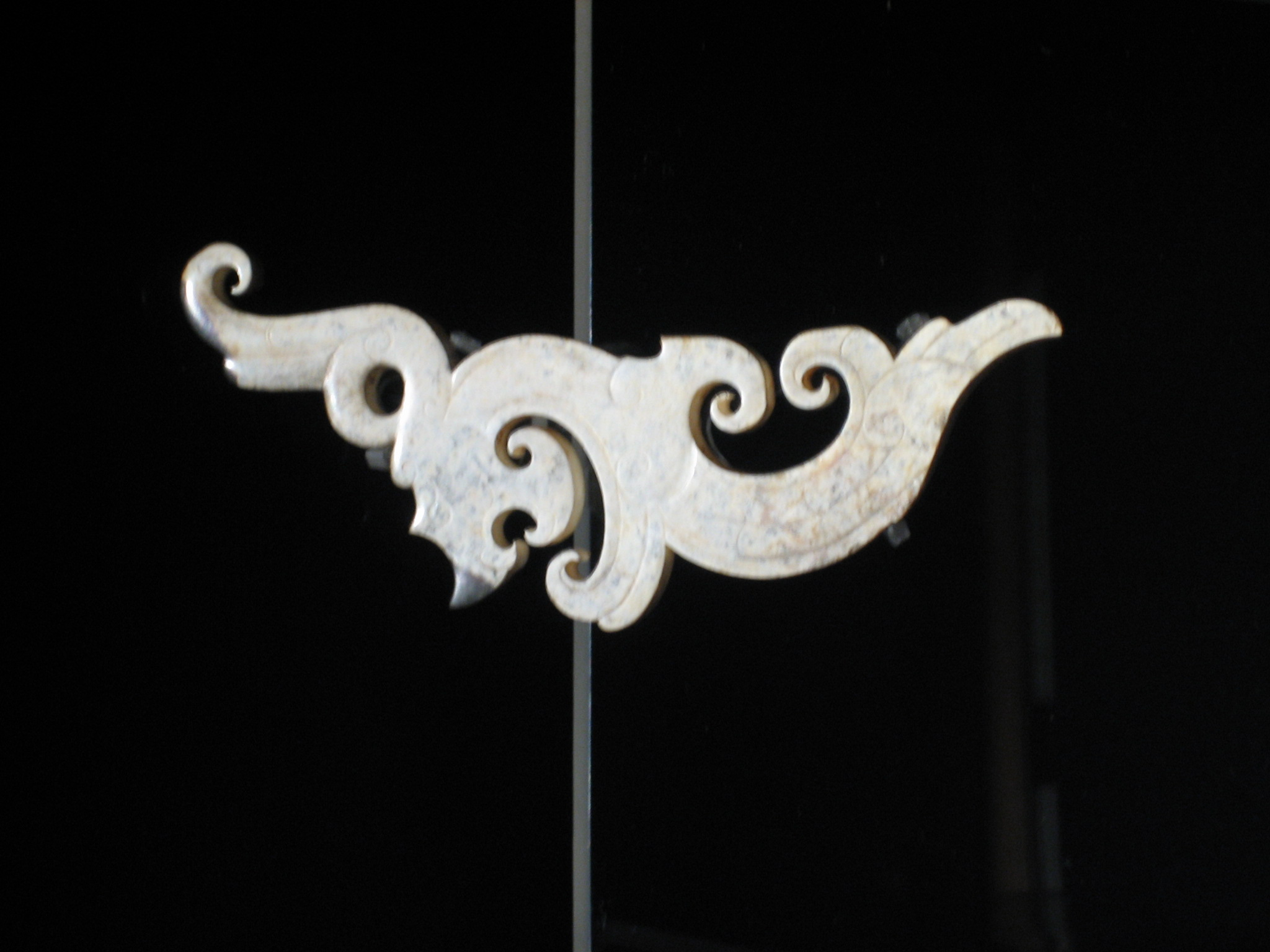
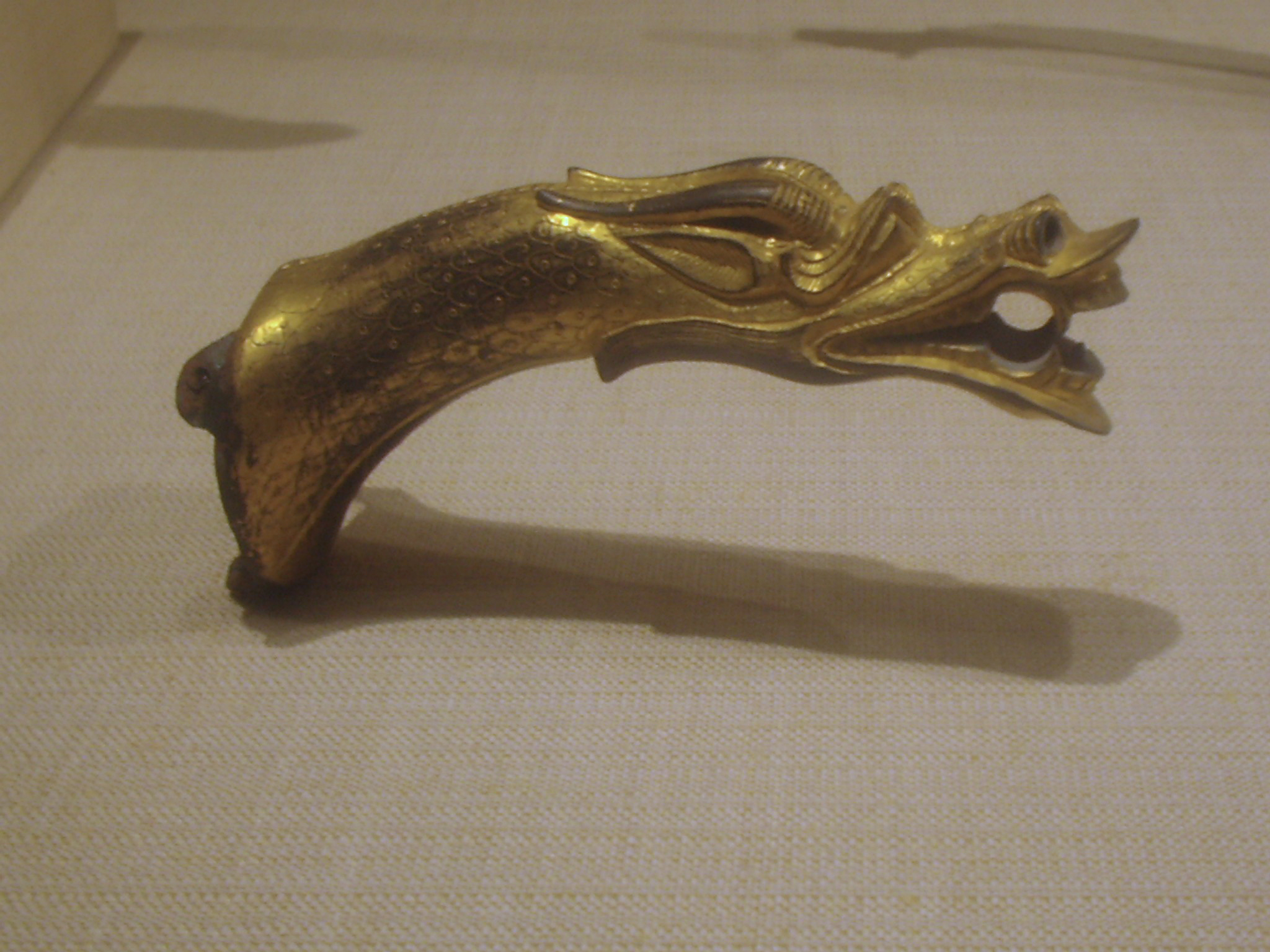